# Bomba muscular

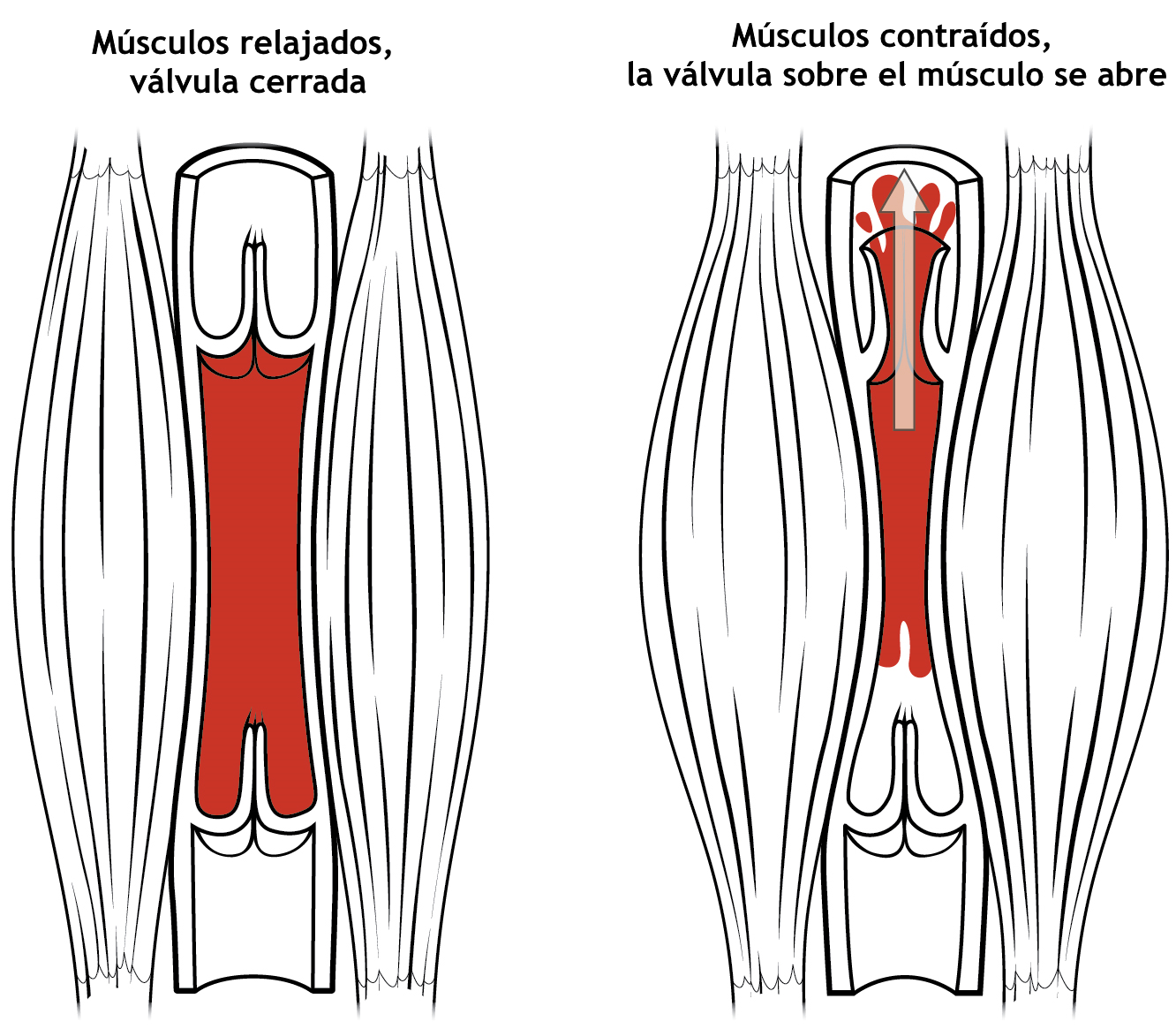
Bomba muscular

La bomba muscular es un conjunto de músculos esqueléticos que ayuda al corazón en la circulación sanguínea. Es especialmente importante para aumentar el retorno venoso al corazón, pero también puede influir en el flujo sanguíneo arterial.

## General
La bomba esquelética es vital para negar la intolerancia ortostática en pie. En el desplazamiento bípedo, el volumen sanguíneo se mueve a las zonas periféricas del cuerpo. Para combatir esto, los músculos implicados en la bipedestación se contraen y ayudan a llevar el volumen sanguíneo venoso al corazón. La bomba es importante ya que afecta el suministro central y local de producción sanguínea.

## Bombeo sanguíneo arterial
Entre las relajaciones musculares, la presión intramuscular vuelve transitoriamente a un nivel inferior a la presión sanguínea venosa y la sangre del sistema capilar vuelve a llenar las venas hasta la siguiente contracción. Se ha postulado que este cambio en presión puede ser lo suficientemente grande para extraer sangre del lado arterial al lado venoso. Se ha hipotetizado que esta bajada de presión durante la contracción rítmica realmente aumenta el flujo de sangre a través del músculo y puede ser responsable de una porción del aumento de flujo sanguíneo muscular inmediatamente en el inicio de la actividad. Aunque esta explicación es atractiva porque podría explicar la presión fácilmente observable emparejada entre la contracción muscular y un rápido incremento en el flujo sanguíneo muscular, han surgido pruebas recientes que pone en duda esta teoría. Los experimentos han mostrado que puede ocurrir una fuerte contracción muscular sin el correspondiente incremento del flujo sanguíneo muscular esquelético. Dada la forma propuesta de acción de la bomba muscular para incrementar el flujo sanguíneo arterial, sería imposible que la contracción muscular y la hiperemia muscular esquelética estuvieran desemparejadas. Otro experimento reciente solo fue capaz de encontrar prueba de que la vasodilatación, no el bombeo muscular esquelético, era responsable de mantener la presión adecuada y el retorno venoso. Sin embargo, esto puede deberse a la falta de pruebas fisiológicas rigurosas utilizadas hasta ahora para probar la bomba.
Los experimentos han mostrado el uso de ejercicios pasivos de piernas donde la vasodilatación era la única responsable del retorno venoso aumentado.